# Araba, Jenin
Araba (Arabă: عرّابة‎  Arrābah) este un sat aflat în nordul Cisiordaniei, la 13 km sud-vest de Jenin. Conform Biroului Central de Statistică Palestinian, populația districtului era de 10,000 locuitori în 2006, dintre care marea majoritate sunt musulmani.

## Personalități marcante
- Sami Taha (1916–1947)
- Abu Ali Mustafa (1938–2001)
- Siham Ardah(1947–2007)
- Thabit Mardawi